# Pereilema
Pereilema  es un género de plantas herbáceas,  perteneciente a la familia de las poáceas. Es originario de México a Sudamérica.
Comprende 10 especies descritas y de estas, solo 4 aceptadas.

## Descripción
Son plantas anuales cespitosas. Tallos frecuentemente decumbentes y produciendo raíces en los nudos, generalmente ramificados, glabros. Hojas escabriúsculas; vainas con aurículas ciliadas; lígula una membrana; láminas lineares, aplanadas. Inflorescencia una panícula densa, lobada, cilíndrica. Espiguillas en fascículos de varias espiguillas funcionales, dentro de un involucro de espiguillas estériles reducidas a cerdas escábridas o plumosas. Espiguillas funcionales con 1 flósculo bisexual; desarticulación arriba de las glumas; glumas iguales, membranáceas, 1-nervias, aristadas con el ápice 2-fido; flósculo subterete; lema 3-nervia, membranácea pero más firme que las glumas, escabrosa, generalmente largamente aristada; callo piloso; pálea tan larga como la lema, 2-aristada; estambres 2-3; estilos 1 o 2, los estigmas 2. Fruto una cariopsis elipsoide; hilo punteado.

## Taxonomía
El género fue descrito por Nicholas Edward Brown y publicado en Reliquiae Haenkeanae 1(4–5): 233. 1830. La especie tipo es: Pereilema crinitum 

## Especies aceptadas
A continuación se brinda un listado de las especies del género Pereilema aceptadas hasta junio de 2015, ordenadas alfabéticamente. Para cada una se indica el nombre binomial seguido del autor, abreviado según las convenciones y usos.	
- Pereilema beyrichianum
- Pereilema ciliatum
- Pereilema crinitum
- Pereilema diandrum